# Fitzroy Basin
Fitzroy Basin är en lagun i territoriet Falklandsöarna (Storbritannien). Den ligger i den östra delen av ögruppen, 22 km väster om huvudstaden Stanley.